# Piotr Litwicki
Piotr Francewicz Litwicki (ros. Пётр Францевич Литвицкий; ur. 1 września 1947) – radziecki i rosyjski lekarz patofizjolog, doktor nauk medycznych (1989), profesor, członek korespondent Rosyjskiej Akademii Nauk Medycznych (od 2002), członek korespondent Rosyjskiej Akademii Nauk (od 2014), autor podręczników akademickich.